# Amagermuseet
Amagermuseet er et kulturhistorisk museum i Store Magleby på Sydamager. Det er en del af Museum Amager.
Museet er etableret i 1922 og indrettet i to af Store Maglebys ældste firlængede bindingsværksgårde.
Gennem faste og skiftende udstillinger belyser museet Amagers kulturhistorie, herunder især den hollandsk prægede bondekultur, der blev udviklet efter, at Christian 2. i 1500-tallet bosatte en række nederlandske bønder med det formål at forsyne såvel slottet som de københavnske markeder med mere avancerede grøntsager af en kvalitet, som kunne måle sig med den allerede navnkundige grøntsagsproduktion, kendt fra Nederlandene.
Amagermuseet fremviser typiske interiører, der er originale og hentet fra omegnens gårde, kombineret med billedkunst af bl.a. Julius Exner samt en righoldig samling af amagerdragter og -syninger. Derudover findes også en havebrugsudstilling.
55°36′1.84″N 12°38′10.89″Ø / 55.6005111°N 12.6363583°Ø
|  | Denne artikel om en bygning eller et bygningsværk kan blive bedre, hvis der indsættes et (bedre) billede. Du kan hjælpe ved at afsøge Wikimedia Commons for et passende billede eller lægge et op på Wikimedia Commons med en af de tilladte licenser og indsætte det i artiklen. |